# دراسات أدبية داروينية
الدراسات الأدبية الداروينية، (تُعرف أيضًا باسم الداروينية الأدبية)، هي أحد أفرع النقد الأدبي الذي يدرس الأدب في إطار التطوّر بموجب الانتقاء الطبيعي، بما في ذلك التطور الجيني الثقافي المشترك. تجسّد الدراسات الأدبية الداروينية اتجاهًا ناشئًا للفكر الدارويني الجديد المتمثّل في التخصصات الفكرية، بعيدًا عن التخصّصات المتعلّقة تقليديًا بعلم الأحياء التطوّري: علم النفس التطوري، الأنثروبولوجيا التطوّرية، علم البيئة السلوكي، علم النفس التنموي التطوري، علم النفس المعرفي، علم الأعصاب الوجداني، علم الوراثة السلوكي، الأبستمولوجيا التطورية، وغيرها من التخصصات المشابهة.

## التاريخ والسياق
بدأ الاهتمام بالعلاقة القائمة ما بين الداروينية ودراسة الأدب خلال القرن التاسع عشر، كالاهتمام الذي كان جلّيًا في أوساط النقاد الأدبيين الإيطاليين. على سبيل المثال، اعتقد أوغو أنجيلو كانيلو أن الأدب تمثيلٌ لتاريخ النفس البشرية، ولهذا السبب يلعب الأدب دورًا في الكفاح في سبيل الانتقاء الطبيعي. أمّا فرانشيسكو دي سانكتيس فقال إن إميل زولا «أدخل إلى رواياته مفاهيم الانتقاء الطبيعي، والكفاح من أجل الوجود، والتكيّف، والبيئة».
ظهرت الدراسات الأدبية الداروينية الحديثة بصورة جزئية جرّاء استياء أنصارها إزاء فلسفات ما بعد البنيوية وما بعد الحداثة، التي هيمنت على الدراسة الأدبية خلال سبعينيات وثمانينيات القرن الماضي. اعترض الداروينيون بالتحديد على الحجة القائلة بأنّ الخطاب هو ما يبني الواقع. اعتبر الداروينيون الأحكام ذات الأسس البيولوجية مقيّدة الخطاب ومشكّلة له. تتعارض هذه الحجة مع فكرة علماء النفس التطوري المركزية في «نموذج العلوم الاجتماعية القياسي»، التي تتجسّد بأنّ الثقافة أساس القيم والسلوكيات الإنسانية بأكملها.
يستعير الداروينيون الأدبيون مفاهيمًا من علم الأحياء التطوّري والعلوم الإنسانية التطوّرية، وذلك بهدف صياغة مبادئ النظرية الأدبية وتفسير النصوص الأدبية. يبحث الداروينيون الأدبيون في التفاعلات التي تحدث بين الطبيعة البشرية وأشكال الخيال الثقافي، بما في ذلك الأدب وأسلافه الشفوية. يستخدم الداروينيون الأدبيون كلمة «الطبيعة البشرية» لتعني مجموعةً من الأحكام الإنسانية العالمية المتوارثة جينيًا: الدوافع والعواطف وملامح الشخصية وأشكال المعرفة. غالبًا ما يصف الداروينيون الأدبيون أعمالهم على أنها «نقد ثقافي حيوي»، إذ يعود السبب إلى تركيزهم على العلاقات القائمة بين الأحكام المتوارثة جينيًا والتكوينات الثقافية المحددة.
لا يسعَ غالبية الداروينيين الأدبيين إلى خلق «نهج» أو «حركة» إضافية في النظرية الأدبية وحسب، بل يرغبون في إحداث تغيير جذري في النموذج الذي تُجرى فيه الدراسة الأدبية في الوقت الحاضر. يريد الداروينيون الأدبيون خلق تواؤم جديد بين التخصّصات، ليشمل جميع النهج الأخرى القابلة للتطبيق في إطار الدراسة الأدبية في نهاية المطاف.
شارك الداروينيون الأدبيون إدوارد أو. ويلسون في مسعاه من أجل تحقيق «توافق في الأدلة» بين جميع الأفرع التعليمية. يتصوّر الداروينيون الأدبيون الطبيعة كما يتصوّرها ويلسون، أي بصفتها مجموعةً متكاملةً من العناصر والقوى الممتدّة على طول سلسلة متّصلة من العلّية المادّية، التي تتدرّج من أدنى مستويات الجسيمات دون الذّرية إلى أعلى مستويات الخيال الثقافي. ينظر الداروينيون الأدبيون إلى علم الأحياء التطوّري كما ينظر إليه ويسلون، أي بوصفه مجالًا محوريًا قادرًا على توحيد العلوم الثابتة مع العلوم الاجتماعية والإنسانية. يعتقد الداروينيون الأدبيون أن تطوّر البشر مقيّد في إطار علاقتهم التكيّفية مع بيئتهم. يرى الداروينيون الأدبيون أنّ تطوّر البشر مشابه لتطوّر جميع الأنواع الأخرى، إذ يصوغ التطور الخصائص التشريحية والفسيولوجية والعصبية لجميع الأنواع؛ الخصائص التي تلعب دورًا أساسيًا في تشكيل السلوك والشعور والفكر الإنساني من وجهة نظرهم. يأخذ الداروينيون الأدبيون على عاتقهم اللجوء إلى علم الأحياء التطوري والعلوم الاجتماعية التطورية، وذلك بهدف تحديد ماهية تلك الخصائص واستخدام هذه المعلومات في دعم معرفتهم لمخرجات الخيال البشري.
يتمثّل النوع الأدنى من النقد الأدبي التطوّري في تحديد الاحتياجات الإنسانية العامة والمشتركة (على سبيل المثال، البقاء والجنس والمكانة) واستخدام هذه التصنيفات في وصف سلوك الشخصيات المصوّرة في النصوص الأدبية. يتصوّر البعض الآخرين لأنفسهم شكلًا من أشكال النقد المنطوي على تحدّ تفسيري شامل: بناء تسلسل توضيحي مستمر وقادر على ربط أعلى مستويات التفسير التطوّري العلّي مع المؤثرات الاستثنائية في الأعمال الأدبية الفردية. تتضمّن أعلى مستويات التفسير العلّي في سياق علم الأحياء التطوّري التكيّف مع الانتقاء الطبيعي. يتعهّد الداروينيون الأدبيون -انطلاقًا من الفرضية القائلة بأن العقل البشري متطوّر في إطار علاقته تكيّفية مع بيئته- بتوصيف الخصائص الاستثنائية للعمل الأدبي (اللهجة والأسلوب والتنظيم الشكلي)، وتحديد موقع العمل الأدبي في السياق الثقافي، وشرح هذا السياق الثقافي بوصفه تنظيمًا معيّنًا لعناصر الطبيعة البشرية ضمن مجموعة محدّدة من الظروف البيئية (بما في ذلك التقاليد الثقافية)، وتحديد المؤلّف الضمني إضافةً إلى القارئ الضمني، ودراسة استجابات القرّاء الفعليين (على سبيل المثال، النقّاد الأدبيون الآخرون)، ووصف الوظائف الاجتماعية والثقافية والسياسية والنفسية التي يستوفيها العمل، وتحديد موقع هذه الوظائف في إطار الاحتياجات المتطوّرة للطبيعة البشرية، وربط العمل الأدبي بصورة نسبية بالأعمال الفنّية الأخرى باستخدام تصنيفات المواضيع والعناصر الشكلية والعوامل العاطفية والوظائف المستمدّة من نموذج شامل للطبيعة البشرية.
شملت قائمة المساهمين في الدراسات التطوّرية في الأدب كلّ من الإنسانيين وعلماء الأحياء وعلماء الاجتماع. تبنّى بعضٌ من علماء الأحياء وعلماء الاجتماع طرقًا استطرادية بشكل رئيسي بهدف مناقشة الموضوعات الأدبية، أمّا الإنسانيون فتبنّى بعضهم الأساليب الكمّية العلمية التجريبية المعهودة للبحث في العلوم. تعاون كلّ من الباحثين في الشؤون الأدبية والعلماء في البحث الجامع ما بين الأساليب النموذجية للعمل في مجال العلوم الإنسانية، والأساليب النموذجية للعمل في مجال العلوم.